# Woshi
Woshi(2000년 5월 6일 ~ )는 대한민국의 가수다. 2020년 싱글 《Cool》로 데뷔했다.

## 방송
- 청춘스타 (2022) - Top108

## 음반
- Cool (2020)
- ALL Lov3 (2020)
- 해저view (2020)
- IDGAS (2020)
- Give up (2021)
- 기도 (2021)
- 청춘스타 Part3 (2022)
- 기록 (2022)